# Félix López-Rey Gómez
Bonifacio Félix López-Rey Gómez (Polán, 19 de juny de 1948) és un activista veïnal espanyol, actiu a Madrid, que va ser regidor de l'Ajuntament de Madrid entre 1987 i 1999.

## Biografia

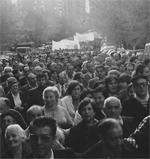
«Guerra del Pa» (1976)

Nascut el 19 de juny de 1948 a Polán (província de Toledo).
Resident al barri madrileny d'Orcasitas des de 1956, va ser el fundador en la dècada de 1970 de l'Associació de Veïns d'Orcasitas, un dels moviments ciutadans més enèrgics, resolutius i solidaris des del tardofranquisme. També va ser fundador de la Federació Regional d'Associacions de Veïns de Madrid (FRAVM), i participant en l'anomenada «guerra del pa», una manifestació veïnal contra el frau en el pes de les barres de pa.
Militant del Partit Comunista d'Espanya (PCE), es va presentar com a candidat d'Esquerra Unida (IU) per a les eleccions municipals de 1987 a Madrid en el tercer lloc de la llista. Elegit regidor per a la Corporació 1987-1991, va renovar el càrrec després de les eleccions municipals de 1991 i 1995.
Va participar en les primàries d'Ara Madrid de 2015 dins de la candidatura encapçalada per Mauricio Valiente. El 2019 va donar suport a Manuela Carmena i Més Madrid.